# Imperium (Rom)
Der Begriff Imperium (von lateinisch imperare, „herrschen“, „befehlen“, „gebieten“) gehörte im römischen Reich zum Konzept der rechtlichen Amtsbefugnisse. Ein Mann, der ein imperium innehatte, hatte nahezu absolute Macht innerhalb des Zuständigkeitsbereichs seines Amtes, übte es eigenständig aus, verantwortete es selbst und unterlag keiner Weisungsbefugnis, konnte aber per Veto oder Mehrheitsbeschluss durch den oder die Inhaber eines höher- oder gleichgestellten Imperiums überstimmt werden. Insbesondere umfasste das imperium die militärische Kommandogewalt über eine römische Armee. Die Vergabe dieser Weisungsrechte stand zu Zeiten der Republik den gesetzgebenden Organen, mithin den Volksversammlungen zu.
Unscharf war die Abgrenzung zwischen imperium (Befehlsgewalt, Machtbereich) und potestas (Amtsgewalt). Am ehesten kann man wohl sagen, dass ein imperium immer auch eine potestas war, nicht umgekehrt. Ursprünglich wurde jeder Träger eines Imperiums als Imperator bezeichnet; erst später, seit Scipio Africanus, bekam dieses Wort eine speziellere Bedeutung – zunächst „militärischer Befehlshaber“, dann „siegreicher Feldherr“ – und bezeichnete zuletzt nur noch die römischen Kaiser.
Im Regelfall wurde man in die Ämter, mit denen ein imperium verbunden war, durch die Comitia Centuriata gewählt, also durch jene Volksversammlung, die das römische Volk in Waffen repräsentierte. Ein Beamter mit imperium (Magistrat oder Promagistrat) wurde von Liktoren begleitet, die die fasces trugen (in Rom das traditionelle Symbol von imperium und Autorität); außerhalb des pomerium (der sakralrechtlichen Stadtgrenze) wurden den fasces Äxte hinzugefügt, um die Macht eines imperialen Beamten anzuzeigen, außerhalb Roms die Todesstrafe über römische Bürger zu verhängen, die unter ihm dienten. Die Zahl der Liktoren, die den Beamten begleiteten, war ein offenkundiges Zeichen des Rangs des jeweiligen Imperiums:
- Dictator – ursprünglich 12 Liktoren, nach der Dictatur Sullas waren es 24
  - Da der Dictator die Todesstrafe auch innerhalb Roms verhängen konnte, trugen nur seine Liktoren die Äxte auf den fasces auch innerhalb des Pomeriums
- Konsul – 12 Liktoren
- Prätor – 6 Liktoren außerhalb, 2 innerhalb Roms
- magister equitum (der „Assistent“ eines Dictators) – 6 Liktoren
  - Es gibt einen historischen Disput, ob das Imperium eines Prätors gegenüber dem Imperium eines magister equitum vorrangig war.
- kurulischer Ädil – 2 Liktoren (nur in der Spätzeit und auch dann nicht in jedem Fall; ob Ädile regelhaft ein imperium innehatten, ist unklar)
  - Da ein aedilis plebis kein imperium innehatte, wurde er nicht von Liktoren begleitet

Formal erhielten die Magistrate das imperium nach ihrer Wahl durch die Comitia Centuriata bei Amtsantritt durch eine lex curiata de imperio von der sonst kaum noch üblichen und altertümlichen Form der Volksversammlung, den Comitia Curiata, verliehen. Innerhalb Roms war es als imperium domi gewissen gesetzlichen Schranken unterworfen; außerhalb des Pomeriums umfasste es die volle Straf- und Befehlsgewalt (imperium militiae). Vor einigen Jahren wurde wieder die ältere Auffassung vertreten, dass ein imperium bis auf wenige Ausnahmefälle nur außerhalb des Pomeriums wirksam war, während die Amtsgewalt aller Magistrate in Rom als potestas galt.
Das imperium domi erlosch mit dem Ende des Amtsjahres, das imperium militiae hingegen bestand prinzipiell fort, bis sein Träger einen Nachfolger erhielt. Seit dem späten 4. Jahrhundert v. Chr. konnte es vom Senat formal verlängert („prorogiert“) werden. Sein Inhaber war dann Promagistrat (Prokonsul oder Proprätor) und hatte das Imperium in gleicher Weise inne wie während des ursprünglichen Amtes; er wurde daher von der gleichen Anzahl Liktoren begleitet. Das imperium militiae erlosch automatisch, wenn sein Träger das Pomerium überschritt und Rom betrat; nur Triumphatoren verloren ihr imperium erst nach dem Triumphzug. Betraten sie allerdings vor dem Triumph die Stadt – etwa um sich um ein Amt zu bewerben –, so verloren sie ihr imperium und den Anspruch auf den Triumph, wenn sie nicht zuvor eine Sondergenehmigung eingeholt hatten.
Einige außergewöhnliche Aufträge, wie das berühmte Kommando des Gnaeus Pompeius Magnus gegen die Piraten, waren mit einem imperium maius ausgestattet, was bedeutete, dass es alle Inhaber anderer Imperia innerhalb des Auftragsgebietes überragte (in Pompeius’ Fall auch die Konsuln). 
Das ähnlich angelegte imperium proconsulare [maius?] („[vergrößerte] statthalterliche Amtsgewalt“) wurde ein wichtiger Bestandteil der Amtsgewalt der römischen Kaiser seit der Verleihung an Augustus 23 v. Chr.; es gab ihnen die Möglichkeit, in allen Provinzen den Oberbefehl über das Heer zu übernehmen, die dem Kaiser formal unterstellt wurden. Diese Provinzen lagen an den truppenstarken Grenzen des Reiches (darunter auch das reiche Ägypten) und werden als „kaiserliche Provinzen“ bezeichnet, im Gegensatz zu den so genannten „senatorischen Provinzen“. In den kaiserlichen Provinzen ließen sich die Kaiser durch legati Augusti vertreten; da diese formal nicht unter eigenen Auspizien und ohne eigenes imperium agierten, konnten sie nicht zum Imperator ausgerufen werden und daher auch keinen Triumph feiern; beides stand daher faktisch nur dem Kaiser zu. Inschriften aus Nordafrika (Kyrene) belegen, dass es das imperium proconsulare maius zudem bereits Augustus erlaubte, auch direkt in Senatsprovinzen einzugreifen, obwohl ihm diese formal nicht unterstellt waren, da es dem imperium der senatorischen Statthalter übergeordnet war.
Gegen Ende der Republik nahm imperium daneben, ähnlich wie provincia, zunehmend auch eine räumliche Bedeutung an und bezeichnete also einen konkreten territorialen Zuständigkeits- bzw. Machtbereich. Die anfangs inoffiziellen Begriffe Imperium populi Romani („Machtbereich des römischen Volkes“) und seit Cicero Imperium Romanum („römisches Imperium“) wurden so Bezeichnungen für den römischen Herrschaftsbereich insgesamt, also das Römische Reich.